# Jose Slaughter
Jose Dan Slaughter (Los Angeles, 9 settembre 1960) è un ex cestista statunitense, professionista nella NBA.

## Carriera
Venne selezionato dagli Indiana Pacers al secondo giro del Draft NBA 1982 (43ª scelta assoluta).

## Palmarès
- All-CBA First Team (1985)
- CBA All-Defensive First Team (1985)
- CBA All-Defensive Second Team (1984)